# أندرس كوبل
أندرس كوبل (بالدنماركية: Anders Koppel)‏ هو مؤلف موسيقى تصويرية وملحن دنماركي، ولد في 17 يوليو 1947 في كوبنهاغن في الدنمارك.

## وصلات خارجية
- أندرس كوبل على موقع IMDb (الإنجليزية)
- أندرس كوبل على موقع ألو سيني (الفرنسية)
- أندرس كوبل على موقع ميوزك برينز (الإنجليزية)
- أندرس كوبل على موقع أول موفي (الإنجليزية)
- أندرس كوبل على موقع قاعدة بيانات الأفلام السويدية (السويدية)
- أندرس كوبل على موقع أول ميوزيك (الإنجليزية)
- أندرس كوبل على موقع ديسكوغز (الإنجليزية)
- أندرس كوبل على موقع قاعدة بيانات الفيلم (الإنجليزية)
- أندرس كوبل على موقع كينوبويسك (الروسية)